# تالار اپرای سیدنی
اپرا هاوس سیدنی (در انگلیسی: Sydney Opera House) به معنای «تالار اپرای سیدنی» یکی از متمایزترین بناهای قرن بیستم از لحاظ هنر معماری بشمار می‌رود که در شهر ساحلی سیدنی و در ایالت نیو سات ولز کشور استرالیا قرار دارد. تالار اپرای شهر سیدنی در حال حاضر یکی از مهم‌ترین اماکن توریستی در کشور استرالیا به‌شمار می‌رود.
یورن اوتزان آرشیتکت معمار دانمارکی اپرا هاوس شهر سیدنی در سال ۱۹۵۷ به‌طور غیرمنتظره‌ای برنده طراحی اپرا هاوس شد. نهایتاً اپرا هاوس در ۲۰ اکتبر ۱۹۷۳ رسماً توسط ملکه الیزابت دوم گشایش یافت.
از لحاظ هنری، تالار اپرای سیدنی، یکی از مشهورترین اماکن دنیا برای اجرای هنرهای نمایشی است.
اپرا هاوس شامل پنج سالن تئاتر، پنج سالن تمرین نمایش، دو سالن اصلی، چهار رستوران، شش بار و تعداد زیادی فروشگاه است. گفتنی است که پوسته حلزونی شکل اپراهاوس شامل یک میلیون و ۵۶ هزار تکه سنگ گرانیت سوئدی می‌شود.

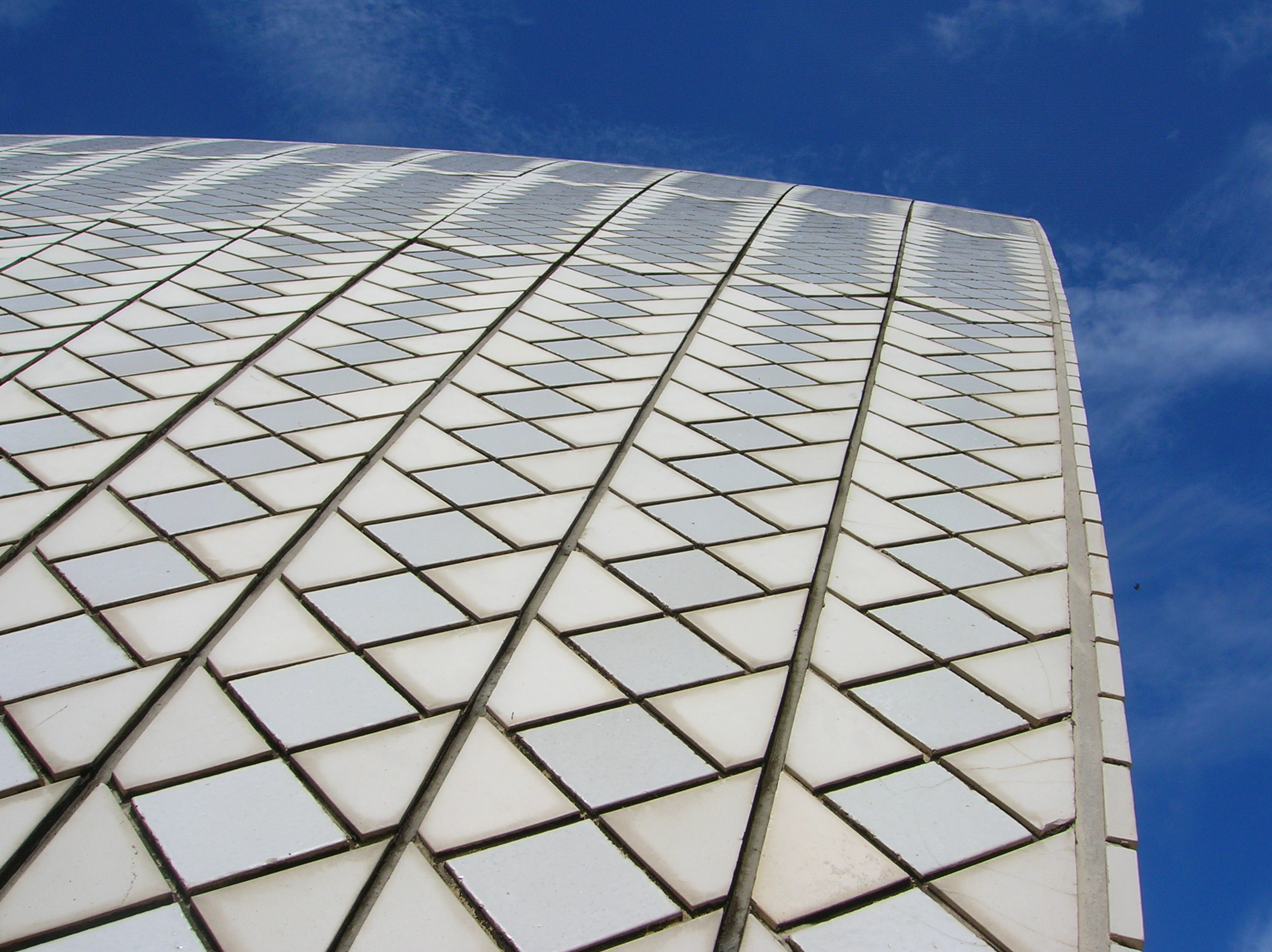
ترکیب جدار خارجی ساختمان اپراهاوس

ساخت ساختمان اپرای سیدنی در سال ۱۹۵۹ با ۱۰۰۰۰ کارگر آغاز شد.

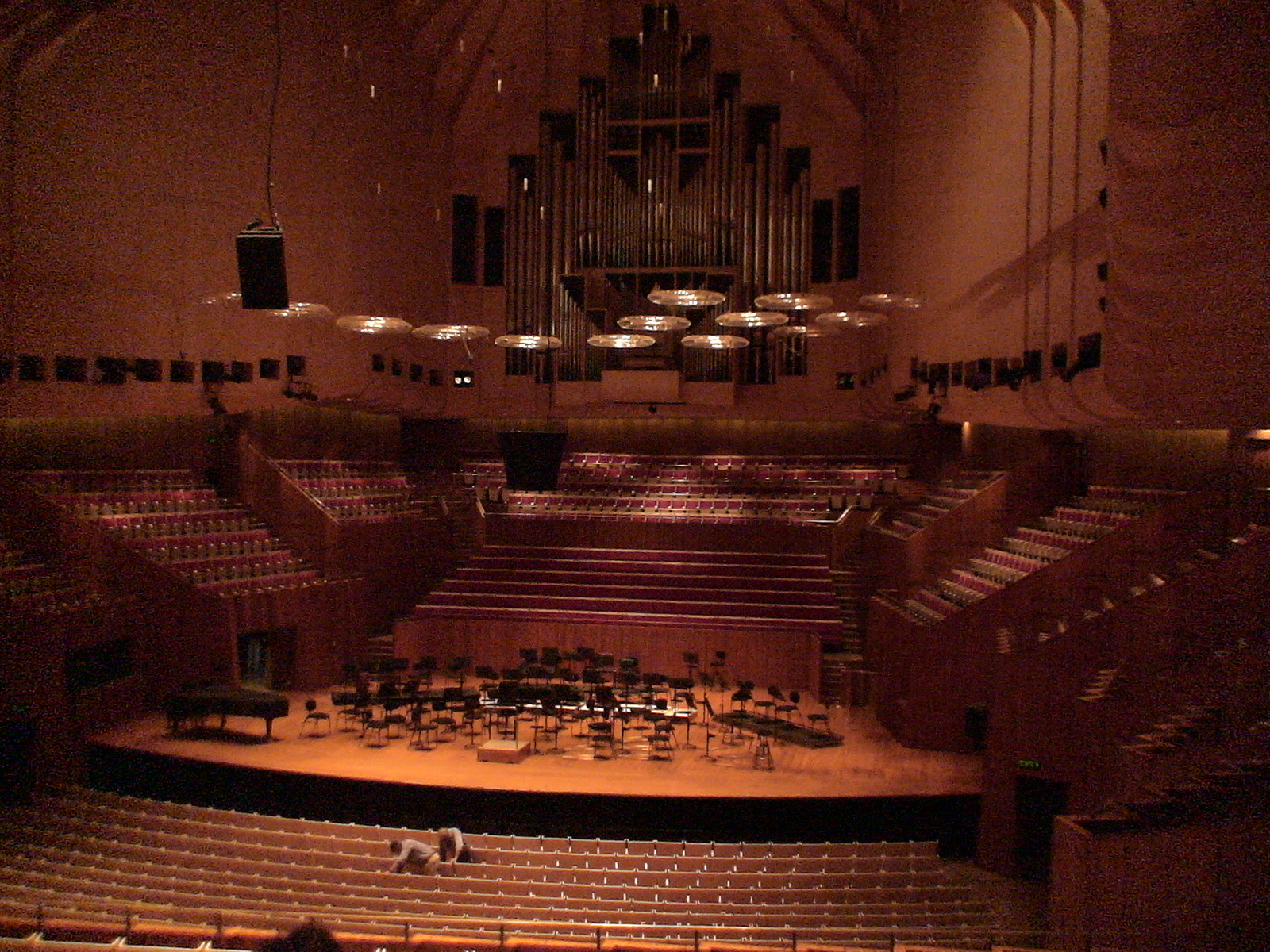
نمایی از داخل یکی از سالنهای پرشکوه اپرا هاوس شهر سیدنی

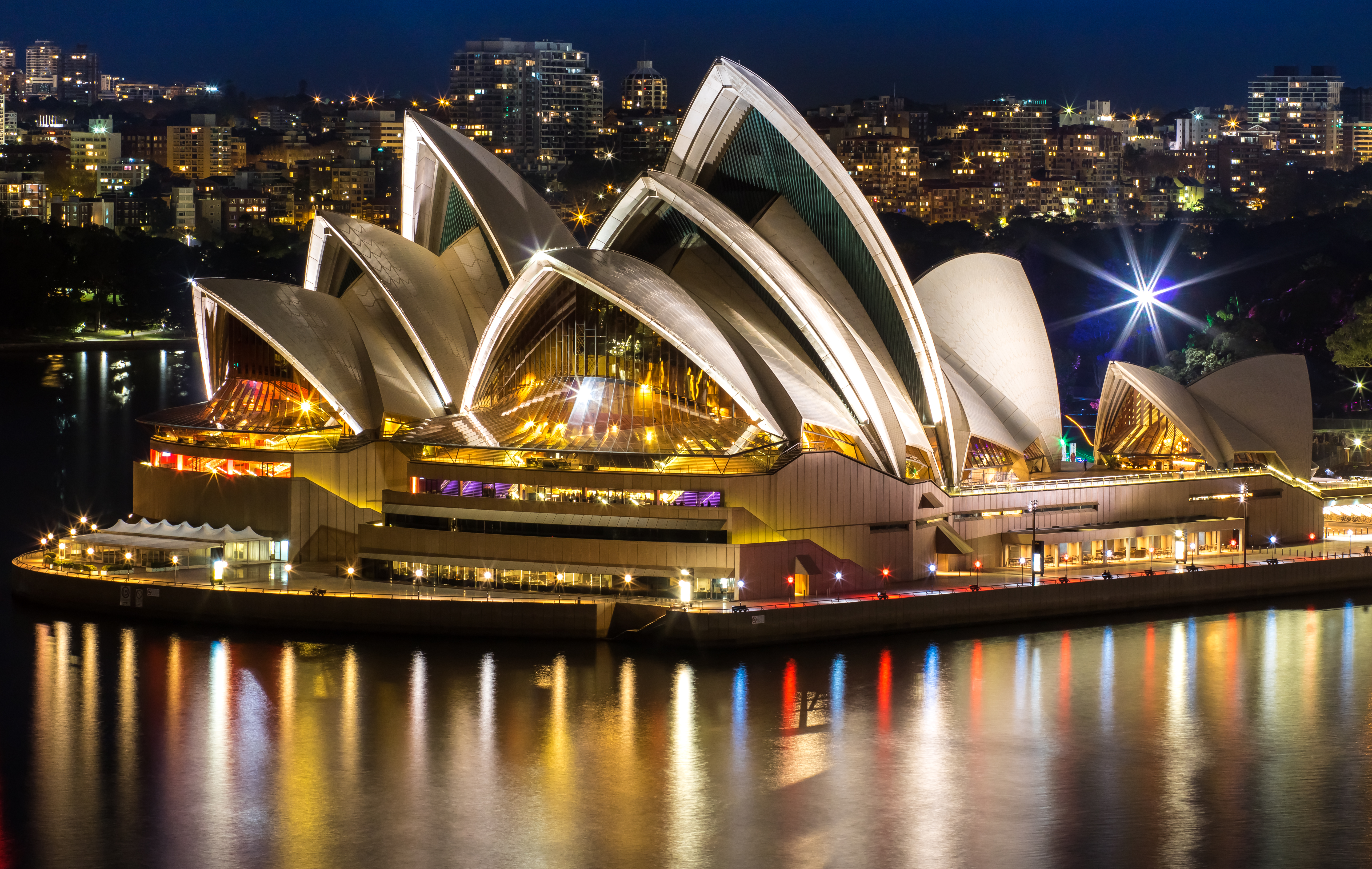
خانه اپرای سیدنی در شب

افتتاح این سازه توسط ملکه الیزابت دوم ۲۰ اکتبر ۱۹۷۳ انجام شد و یورن اوتزان آرشیتکت و معمار دانمارکی طراح آن مدال طلای مؤسسه رویال آرشیتکت استرالیا را دریافت کرد.
بام این سازه از ۲۱۹۴ قطعه بتونی ساخته شده که وزن تقریبی هر کدام ۱۵ تن می‌باشد. این بلوک‌های بتنی با بیش از یک میلیون کاشی ساخت سوئد پوشیده شده است. در ساختمان اپرای سیدنی ۶۲۲۵ متر مربع شیشه به کار رفته که به صورت ویژه توسط فرانسه برای این ساختمان تولید شده است.
مساحت کل سازه برابر با ۵۷۹۸ هکتار است. بدین معنی که هشت هواپیمای بویینگ ۷۴۷ در آن جای می‌گیرد. اپرای سیدنی سالیانه پذیرای ۱۵۰۰ برنامه اجرایی می‌باشد و هزاران تور گردشگری از آن بازدید به عمل می‌آورند. ساختمان اپرای سیدنی دارای ۱۰۰۰ اتاق است و هر سال حدود ۱۵۵۰۰ لامپ آن تعویض می‌شود. در المپیک ۲۰۰۰ ساختمان اپرای سیدنی سمبل مورد توجه المپیک سیدنی بود.

## ریتم و تکرار در خانه اپرای سیدنی
هر حرکتی که از الگویی تکرار شونده از عناصر و نقوش به صورت منظم یا نامنظم تکرار شده باشد ریتم گفته می‌شود. این ریتم می‌تواند ناشی از دید ما باشد یا ناشی از جسم ما که به دنبال عبور کردن از یک توالی فضایی است.
اصلی‌ترین سالن اپراکنسرت هال است که ۲۶۷۰ صندلی دارد و بزرگ‌ترین ارگ مکانیکی دنیا که دارای ۱۲۰۰ لوله است در این بنا واقع شده است. ساخت ارگ ۱۰ سال و تنظیم آن ۲ سال به طول انجامیده است. ارتفاع زیاد سقف کنسرت هال باعث فقدان بازتاب زود هنگام صدا بر روی صحنه می‌شود که جهت رفع این مشکل ۱۸ حلقه پلی‌کربنات را به سقف آویزان کردند که به بازتاب صدا کمک می‌کند.
یک پوسته جدا از ساختمان اصلی در شرق قرار دارد که شامل رستوران است. بالکن توسط فضاهای عمومی احاطه شده است. محل‌های کوچک‌تری هم وجود دارند به نام "دراما تئاتر " و " استودیو " اتاق نمایش" که بعدها به این کاربری تبدیل شدند و این فضاها زیر کنسرت هال قرار گرفته‌اند. اتاقی هم به نام اتاق آتزون است که محل اجرای کوچک چند منظوره است و ۲۱۰ نفر ظرفیت دارد. پلکان ورودی بنا هم فضای انعطاف‌پذیری است که از این فضا می‌توان برای اجرای وقایع اجتماعی و فضای باز بزرگ استفاده کرد. سرسرای بزرگ شمالی و سالن پذیرش دید مناسبی به اقیانوس دارند که برای مراسم عروسی و یادبود و… استفاده می‌شود. نکته بسیار جالب این است که تمام سن‌ها قابل چرخش هستند. در این بنا از ۶۴۵ کیلومتر سیم استفاده شده است. مصرف برق آن معادل تأمین برق شهری ۲۵ هزارنفری است که توسط ۱۲۰ بخش توزیع تأمین می‌شود. ۲۶ دستگاه تهویه مطبوع دارد که بیش از ۲۸۵۰۰ مترمکعب هوا را با سرعت ۱۹٫۵ کیلومتر در ساعت در داخل کانال‌ها می‌دمد.

## نورپردازی خانه اپرای سیدنی
نورپردازی خانه اپرای سیدنی با مشکلات زیادی همراه بود اما در نهایت با ساخت ماکت‌های بی‌شمار و آزمون خطا به نتیجه مطلوب دست یافت.

## نکات جالب در مورد خانه اپرای سیدنی
- مسابقه طراحی سالن اپرای سیدنی در سال ۱۹۵۵ برگزار شد و جایزه برنده مسابقه طراحی ۵۰۰۰ پوند بود.
- در سال ۱۹۵۶ طرح یورن اوتزان دانمارکی که معمار گمنامی بود از میان ۲۳۲ اثر دیگر انتخاب شد. او در آن هنگام فقط ۳۸ سال داشت و یک معمار نسبتاً جوان بود.
- قبل از ساخت اپرا محل مناسبی در سیدنی برای اجراها وجود نداشت.
- برآورد هزینه ساخت خانه اپرای سیدنی ۷ میلیون دلار بود اما ساخت خانه اپرای سیدنی ۱۴ سال به طول انجامید و هزینه نهایی ساخت آن نیز ۱۴ برابر برآورد اولیه معادل ۱۰۲ میلیون دلار شد.
- اوتزان در سال ۱۹۶۳ به سیدنی نقل مکان کرد اما در سال ۱۹۶۶ و پس از تغییر دولت، استرالیا را ترک کرد. پس از خروج اوتزان از استرالیا، تغییرات زیادی در طراحی داخلی ساختمان صورت گرفت.
- از اوتزان در افتتاحیه بنای خانه اپرای سیدنی دعوت نشد.
- اوتزان در سال ۱۹۹۹ دوباره همکاری خود را با خانه اپرای سیدنی به‌عنوان مشاور طراحی از سر گرفت، اما تنها یک اتاق در این بنا کاملاً مطابق سلیقه او طراحی شد.
- در ساخت خانه اپرای سیدنی ده هزار کارگر همکاری داشتند.
- بالاترین نقطه خانه اپرای سیدنی ۶۷ متر از سطح دریا ارتفاع دارد که برابر با ارتفاع یک ساختمان ۲۲ طبقه است.
- خانه اپرای سیدنی تنها بنایی است که اپرایی در مورد آن نوشته شده است؛ نام این اپرا the eight wonder است.
- خانه اپرای سیدنی در سال ۲۰۰۷ در لیست میراث جهانی یونسکو قرار گرفت.
- در این بنا از ۶۴۵ کیلومتر سیم استفاده شده است. مصرف برق آن معادل تأمین برق شهری ۲۵ هزارنفری است که توسط ۱۲۰ بخش توزیع تأمین می‌شود.